# Sárgatorkú lombgébics
A  sárgatorkú lombgébics (Vireo flavifrons) a madarak osztályának verébalakúak (Passeriformes) rendjébe és a lombgébicsfélék (Vireonidae) családja tartozó faj.

## Rendszerezése
A fajt Louis Pierre Vieillot francia ornitológus írta le 1808-ban.

## Előfordulása
Kanadában és az Amerikai Egyesült Államokban költ. Az északi területekről telelni délre vonul, eljut Dél-Amerika északi területeire is.
Természetes élőhelyei a mérsékelt övi erdők, szubtrópusi és trópusi síkvidéki és hegyi esőerdők, valamint ültetvények.

## Megjelenése
Testhossza 15 centiméter.
|  |

## Életmódja
Ízeltlábúakkal  táplálkozik.

## Szaporodása
Ágak végére építi lógó fészkét.

## Természetvédelmi helyzete
Az elterjedési területe rendkívvül nagy, egyedszáma pedig növekszik. A Természetvédelmi Világszövetség Vörös listáján nem fenyegetett fajként szerepel.